# Onze-Lieve-Vrouwe-in-het-Santkapel

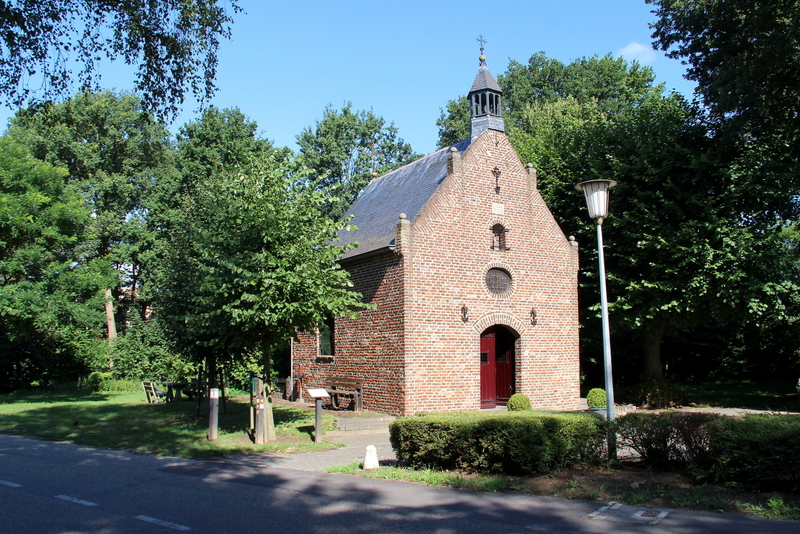
Onze-Lieve-Vrouwe in het Santkapel

De Onze-Lieve-Vrouwe in het Santkapel, Kapel in het Sant, Kapel in het Ven, Onze Lieve Vrouw Troosteres derbedrukten - Hulp der Christenenkapel of Witte Kapel is een grote kapel in buurtschap Kinkhoven ten zuidwesten van het dorp Neer in de (Nederlandse) gemeente Leudal (Midden-Limburg). De kapel staat aan de Leudalweg 10 op de plaats waar de Kruisstraat op de Leudalweg uitkomt. Rond de kapel staan vier oude leilindes.
De kapel is gewijd aan Maria.
De kapel wordt gebruikt voor het dopen van kinderen en het voltrekken van huwelijken. Met de viering van Maria-Tenhemelopneming in augustus vindt er bij de kapel een openluchtmis plaats, met de sacramentsprocessie wordt de kapel aangedaan als een van de rustaltaren en op de tweede zondag van september gaat er naar de kapel een Mariaprocessie.

## Geschiedenis
In de 16e eeuw werd waarschijnlijk al een kapel op deze plaats gebouwd die rond 1650 aangeduid werd met Onser Liever Vrouwen Capel. Vast staat dat de Mariabeelden op het altaar en in de nis in de voorgevel en het kruisbeeld uit de 16e eeuw stammen. De kapel stond aan de plaats waar twee hoofdwegen elkaar kruisten: de weg van Venlo naar Weert en de weg van Helden naar Roermond.
In 1711 werd er een nieuwe kapel gebouwd. Dit was nadat in 1710 tijdens de Spaanse Successieoorlog in de omgeving duizenden soldaten gelegerd waren.
In 1742 werd door Christina Geenen een beneficie gesticht die zorg moest dragen voor de wekelijkse H. Mis op vrijdag bij de kapel. Om dit te bekostigen werd door haar een boerderij met landerijen in de buurtschap Ven geschonken.
In 1861 werd de kapel gerestaureerd. Toen werden de zeshoekige dakruiter en het gestucte plafond aangebracht. Ook was de voorgevel van de kapel lange tijd wit gekalkt, waardoor de kapel door buurtbewoners aangeduid werd als de Witte Kapel.
In 1928 werd de kapel wederom gerestaureerd, werd de witte kalk van de voorgevel verwijderd en kreeg de kapel een schilderbeurt.
In 1937 werden er boven het altaar geschilderde engelen en Mariavereerders aangebracht.
In november 1944-februari 1945, aan het einde van de Tweede Wereldoorlog, lag het kerkhof van Neer in geëvacueerd gebied en werden er bij de kapel enkele tientallen doden begraven. Hieronder ook zes van de zeven kinderen die omkwamen bij een mijnontploffing op 8 januari 1945, waarvan hun namen op plaquettes staan bij het kruisbeeld.
Op 12 november 1968 werd de kapel ingeschreven in het rijksmonumentenregister.
Nadat de kapel lange tijd als bedevaartsoord diende, is sinds de jaren 1960 de functie als bedevaartsplaats afgenomen en vrijwel verdwenen.
In de jaren 1990 waaide de vijfde leilinde om.

## Bouwwerk
De bakstenen kapel is gebouwd met een driezijdig gesloten koor en gedekt door een dak met leien. Op de top van de frontgevel staat een zeshoekige dakruiter. In de frontgevel zijn van boven naar beneden een muuranker, een gevelsteen met de tekst AO DOMINI 1711, een nis met Mariabeeld (replica van 16e-eeuws beeld), een ovaal venster, twee muurankers en een ingang onder een segmentboog aangebracht. Het oude beeld in de nis is vervangen door een replica. De topgevel is een schoudergevel met vlechtingen waarbij de schouders worden bekroond met stenen bollen op een verhoging. In de beide zijgevels is er een rondboogvenster aangebracht. Tegen de achtergevel van het koor is een kruisbeeld geplaatst.
Van binnen is de kapel gestuukt en zijn de muren wit geschilderd en het plafond hemelsblauw. Op het plafond is het jaartal 1861 en de tekst SMAR (betekenis: Sancta Maria Auxiliatrix Regina) aangebracht. Een gebeeldhouwd stenen altaar is aangebracht in het koor en hierop is een 16e-eeuws Mariabeeld met neogotische polychromie geplaatst die Maria op een maansikkel weergeeft met in haar armen het kindje Jezus. Links en rechts zijn er elk vier engelen geschilderd die muziekinstrumenten vasthouden. Rondom het altaar is de achterwand kleurrijk beschilderd. Op het altaar zijn twee teksten aangebracht.
| Troosteres der bedrukten bid voor ons — Tekst links op altaar |  | Hulp der Christenen bid voor ons — Tekst rechts op altaar |

In de tegelvloer is eveneens een tekst aangebracht.

Bijstand der Christenen. Bid voor ons
— Tekst van tegenvloer